# 銚子口信号場
銚子口信号場（ちょうしぐちしんごうじょう）は、北海道（渡島総合振興局）亀田郡七飯町字東大沼にある北海道旅客鉄道（JR北海道）函館本線（通称：砂原支線）の信号場である。電報略号はシク。旅客営業末期の駅番号はN69。事務管理コードは▲140152。
本項では、かつて駅前に存在した大沼電鉄の新銚子口駅（しんちょうしぐちえき）についても記述する。なお、戦前に一時休止となる前の大沼電鉄に存在した銚子口駅とは別駅である。

## 歴史
砂原線が開通した当時、当駅は雑木林を切り開いてつくられ、駅前には官舎がある程度で民家は皆無であった。しかし、1948年（昭和23年）に大沼電鉄が当駅前に設置された新銚子口駅 - 鹿部温泉駅（→鹿部駅、現存の鹿部駅とは別駅）間で運転を再開すると、民家が数軒建ち、乗換客で活況を呈した。
1952年（昭和27年）には早くも大沼電鉄は廃止されてしまい、当駅の乗降客も激減、その後は国鉄合理化による無人化を経て、JR北海道継承後の2022年（令和4年）に利用客僅少を理由に旅客扱いを終了して、信号場となった。

### 年表

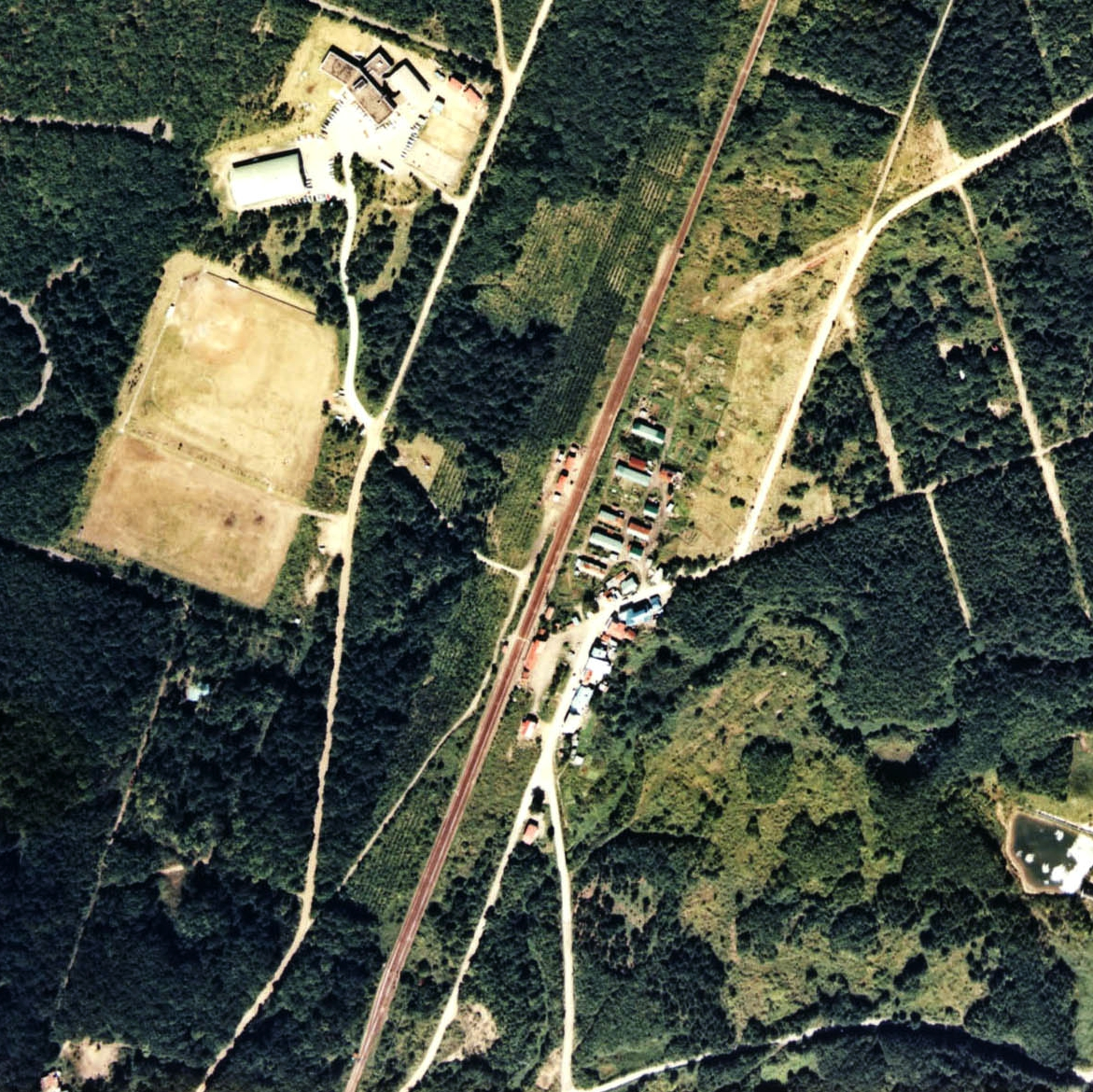
1976年の銚子口駅と周囲約750m範囲。下が大沼方面。

大沼電鉄銚子口駅については当該項目を参照。また、同電鉄新銚子口駅については後項も参照。
- 1945年（昭和20年）6月1日：国有鉄道函館本線（砂原線）大沼駅 - 渡島砂原駅間開通に伴い開業[5][6]。一般駅。
- 1948年（昭和23年）1月16日：大沼電鉄が当駅 - 鹿部温泉駅間で営業再開[6]
- 1949年（昭和24年）6月1日：日本国有鉄道法施行に伴い、日本国有鉄道（国鉄）に継承。
- 1952年（昭和27年）12月25日：大沼電鉄線全線廃止[6]。
- 1960年（昭和35年）5月20日：貨物扱い廃止[7]。
- 1971年（昭和46年）10月26日：荷物扱い廃止[8]。同時に無人化[9][8]。簡易委託駅となる。
- 1987年（昭和62年）4月1日：国鉄分割民営化に伴い、北海道旅客鉄道（JR北海道）に継承。
- 1988年（昭和63年）3月：駅舎改築[7]。
- 1992年（平成4年）：簡易委託廃止、完全無人化。
- 2007年（平成19年）10月1日：駅ナンバリングを実施[JR北 2]。
- 2020年（令和2年）7月2日：JR北海道から函館支社長名で七飯町に対し、当駅他3駅を廃止するか町が管理するか、方針を示してほしい旨書面で協議[10]。その後、同月10日付で七飯町は「当該3駅をそのまま維持管理していくことは困難」と回答[10]。
- 2021年（令和3年）
  - 1月20日：当駅他3駅の見直しについて、地域住民に説明会[10]。
  - 6月15日：七飯町が大沼地域の町内会長と観光団体2団体に対して、当駅他3駅の廃止容認の考えを伝える[10]。
  - 9月13日：JR北海道から社長名で七飯町に対し、当駅他3駅の廃止について正式に文書で通知[11]。
  - 9月18日：同日付『北海道新聞』で、当駅を2022年春実施予定のダイヤ改正での廃止を検討している旨が報道される[新聞 2]。
- 2022年（令和4年）3月12日：利用客減少とダイヤ改正に伴い、旅客扱いを廃止[JR北 1]。銚子口信号場となる[新聞 1]。

#### 信号場名の由来
集落名より。大沼が東北端に行くにしたがい細くなり、銚子の形のようになっていることから名付けられた。

### 構造
2線を有する信号場。
旅客駅時代は大沼駅管理（夜間連絡先は森駅）の無人駅で、駅舎は構内の東側に位置し上り線ホーム中央部分に接していた。互いのホームは駅舎側ホーム中央部分と対向側ホーム中央部分を結んだ構内踏切で連絡していた。駅舎側（東側）ホームが上り線、対向側ホームが下り線となっていた（番線表示なし）。そのほか上下線共に安全側線を有する。転轍機の形状は上り線からの方開き分岐である。
有人駅時代の駅舎は改築され、外壁にサイディングが張られ、建物の規模に比し軒の高さが高い建物となっている。駅舎内にトイレを有していた。

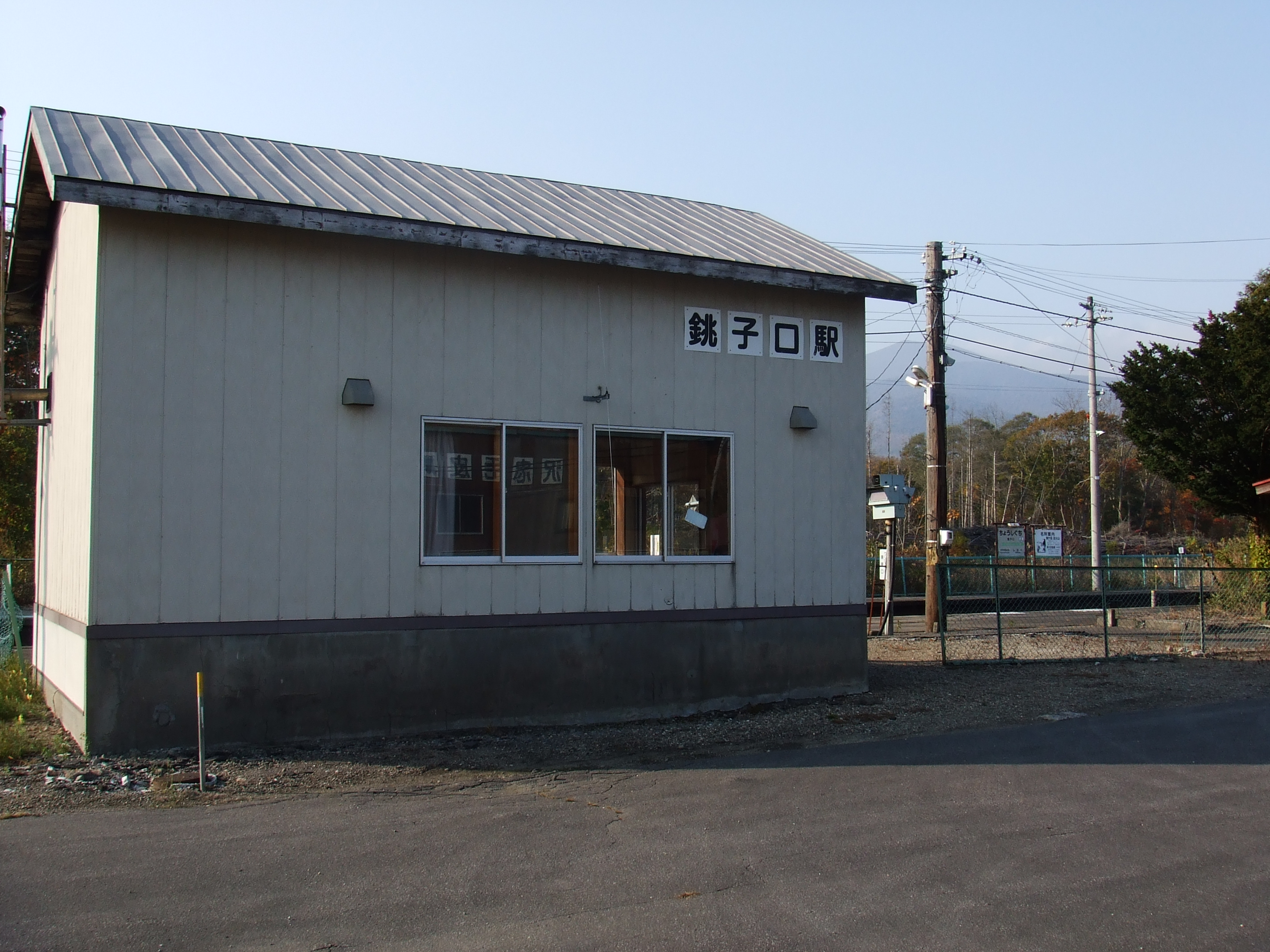
改修前の旅客営業末期の駅舎（2008年10月）
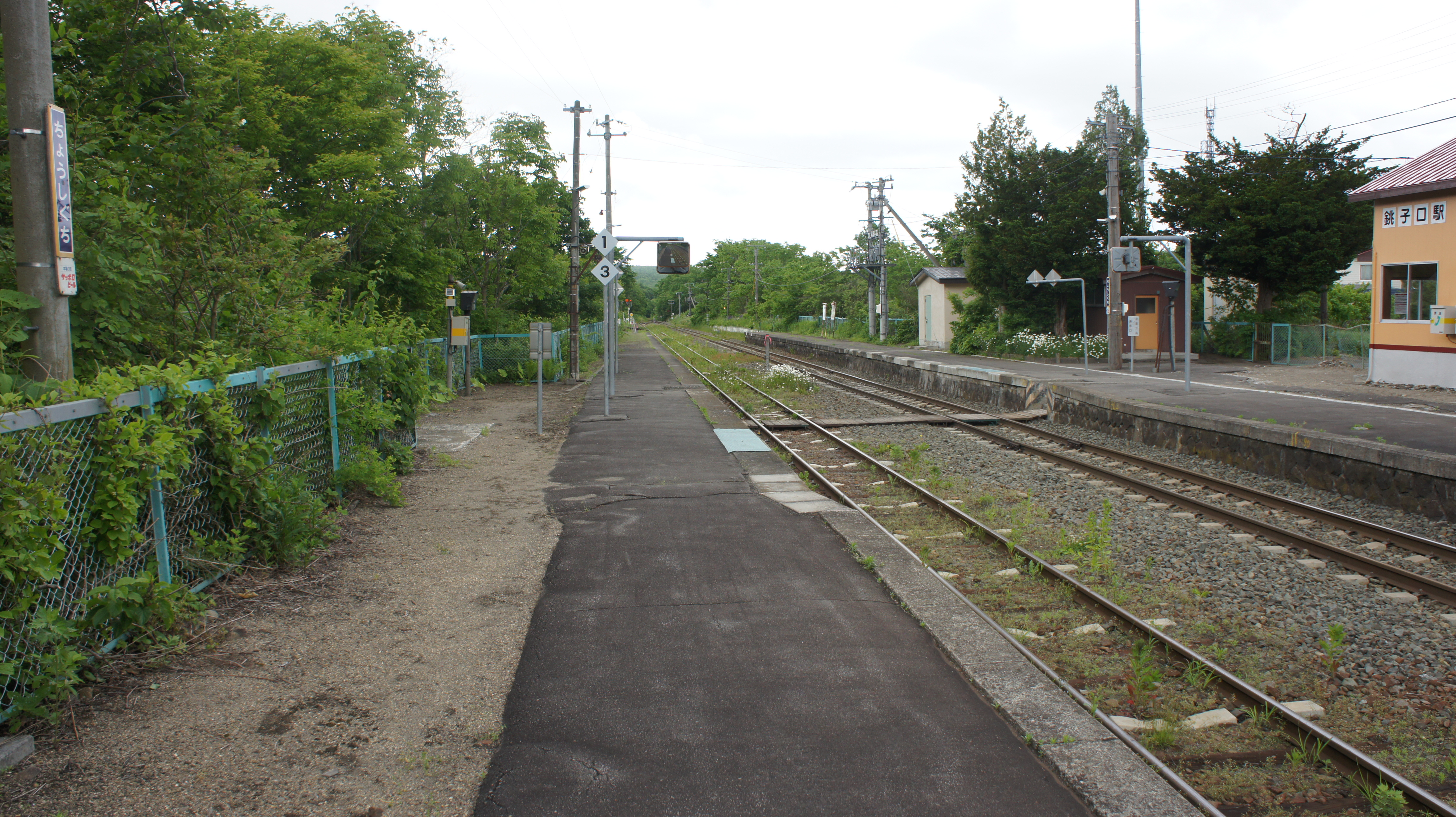
旅客営業末期のホーム（2018年6月）
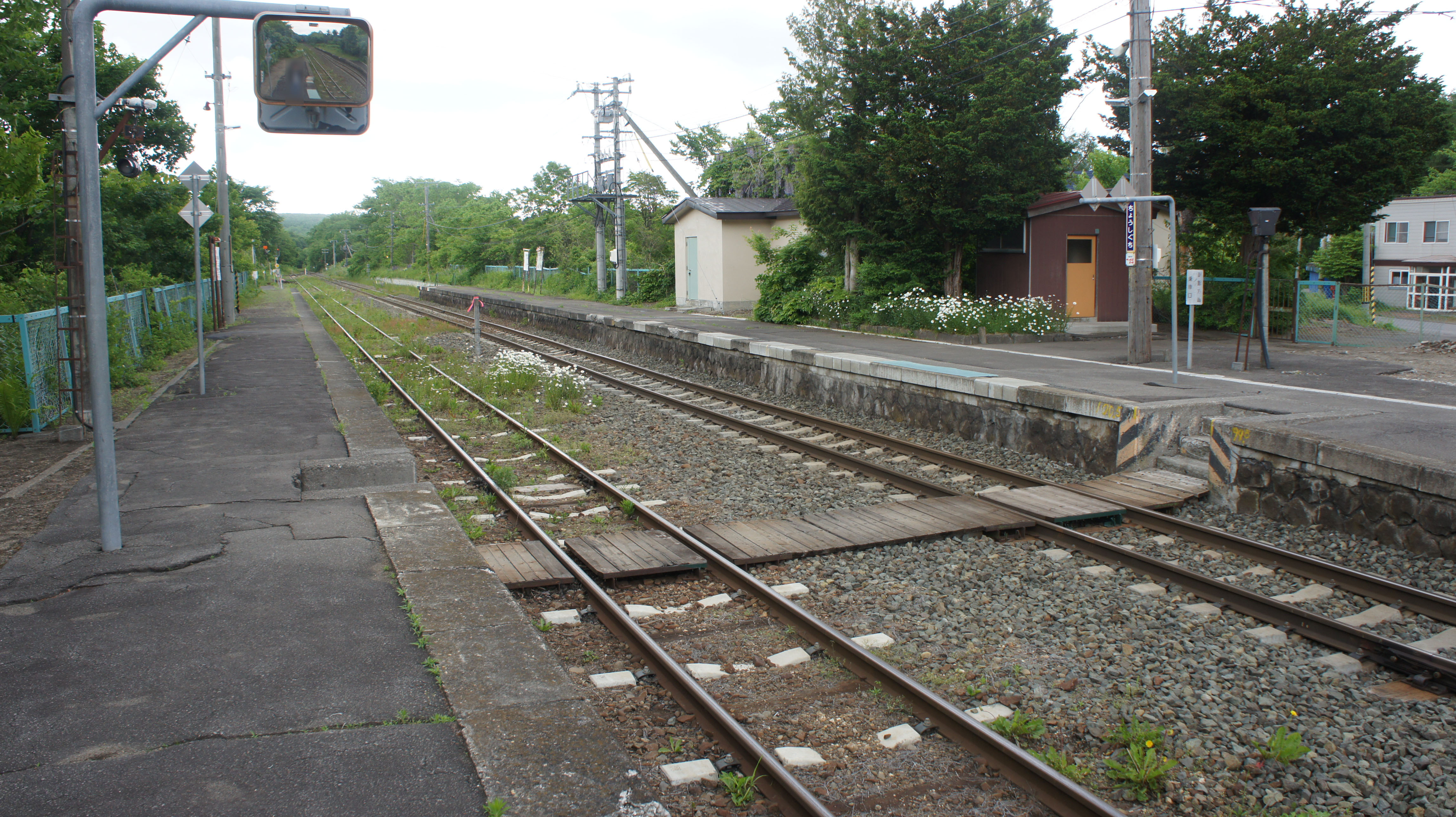
旅客営業末期の構内踏切（2018年6月）

## 利用状況
乗車人員の推移は以下の通り。年間の値のみ判明している年度は日数割で算出した参考値を括弧書きで示す。出典が「乗降人員」となっているものについては1/2とした値を括弧書きで乗車人員の欄に示し、備考欄で元の値を示す。
また、「JR調査」については、当該の年度を最終年とする過去5年間の各調査日における平均である。
| 年度               | 乗車人員（人） | 乗車人員（人） | 乗車人員（人） | 出典            | 備考                                                                 |
| 年度               | 年間           | 1日平均        | JR調査         | 出典            | 備考                                                                 |
| ------------------ | -------------- | -------------- | -------------- | --------------- | -------------------------------------------------------------------- |
| 1946年（昭和20年） | (24,899)       | (68.2)         |                | [ 4 ]           | 出典で2年分の値が合算（49,797人）となっているため、便宜上1/2とした。 |
| 1946年（昭和21年） | (24,899)       | (68.2)         |                | [ 4 ]           | 出典で2年分の値が合算（49,797人）となっているため、便宜上1/2とした。 |
| 1947年（昭和22年） | 62,549         | (170.9)        |                | [ 4 ]           |                                                                      |
| 1948年（昭和23年） | 93,897         | (257.3)        |                | [ 4 ]           | 大沼電鉄が当駅 - 鹿部温泉駅間で再開                                  |
| 1949年（昭和24年） | 87,395         | (239.4)        |                | [ 4 ]           |                                                                      |
| 1950年（昭和25年） | 111,673        | (306.0)        |                | [ 4 ]           |                                                                      |
| 1955年（昭和30年） | 53,022         | (144.9)        |                | [ 4 ]           | 前々年に大沼電鉄廃止                                                 |
| 1956年（昭和31年） | 53,310         | (146.1)        |                | [ 4 ]           |                                                                      |
| 1957年（昭和32年） | 62,638         | (171.6)        |                | [ 4 ]           |                                                                      |
| 1958年（昭和33年） | 59,214         | (162.2)        |                | [ 4 ]           |                                                                      |
| 1959年（昭和34年） | 58,744         | (160.5)        |                | [ 4 ]           |                                                                      |
| 1960年（昭和35年） | 59,398         | (162.7)        |                | [ 4 ]           |                                                                      |
| 1961年（昭和36年） | 49,143         | (134.6)        |                | [ 4 ]           |                                                                      |
| 1962年（昭和37年） | 49,273         | (135.0)        |                | [ 4 ]           |                                                                      |
| 1963年（昭和38年） | 53,973         | (147.5)        |                | [ 4 ]           |                                                                      |
| 1964年（昭和39年） | 51,972         | (142.4)        |                | [ 4 ]           |                                                                      |
| 1965年（昭和40年） | 46,715         | (128.0)        |                | [ 4 ]           |                                                                      |
| 1966年（昭和41年） | 48,715         | (133.5)        |                | [ 4 ]           |                                                                      |
| 1967年（昭和42年） | 41,797         | (114.2)        |                | [ 4 ]           |                                                                      |
| 1975年（昭和50年） |                | 40             |                | [ 14 ] [ 注 1 ] | 以下、『七飯町史 続刊』の数値はすべて概数。                          |
| 1976年（昭和51年） |                | 40             |                | [ 14 ] [ 注 1 ] |                                                                      |
| 1977年（昭和52年） |                | 40             |                | [ 14 ] [ 注 1 ] |                                                                      |
| 1978年（昭和53年） |                | 32             |                | [ 15 ]          |                                                                      |
| 1979年（昭和54年） |                | 30             |                | [ 14 ] [ 注 2 ] |                                                                      |
| 1980年（昭和55年） |                | 30             |                | [ 14 ] [ 注 2 ] |                                                                      |
| 1981年（昭和56年） |                | 30             |                | [ 14 ] [ 注 2 ] |                                                                      |
| 1982年（昭和57年） |                | 30             |                | [ 14 ] [ 注 2 ] |                                                                      |
| 1983年（昭和58年） |                | 20             |                | [ 14 ] [ 注 2 ] |                                                                      |
| 1984年（昭和59年） |                | 20             |                | [ 14 ] [ 注 2 ] |                                                                      |
| 1985年（昭和60年） |                | 20             |                | [ 14 ] [ 注 2 ] |                                                                      |
| 1986年（昭和61年） |                | 20             |                | [ 14 ] [ 注 2 ] |                                                                      |
| 1987年（昭和62年） |                | 10             |                | [ 14 ] [ 注 2 ] |                                                                      |
| 1988年（昭和63年） |                | 20             |                | [ 14 ] [ 注 2 ] |                                                                      |
| 1989年（平成元年） |                | 20             |                | [ 14 ] [ 注 2 ] |                                                                      |
| 1990年（平成02年） |                | 20             |                | [ 14 ] [ 注 2 ] |                                                                      |
| 1991年（平成03年） |                | 10             |                | [ 14 ] [ 注 2 ] |                                                                      |
| 1992年（平成04年） |                | 20             |                | [ 14 ] [ 注 2 ] |                                                                      |
| 1993年（平成05年） |                | 20             |                | [ 14 ] [ 注 2 ] |                                                                      |
| 1994年（平成06年） |                | 20             |                | [ 14 ] [ 注 2 ] |                                                                      |
| 1995年（平成07年） |                | 10             |                | [ 14 ] [ 注 2 ] |                                                                      |
| 1996年（平成08年） |                | 10             |                | [ 14 ] [ 注 2 ] |                                                                      |
| 1997年（平成09年） |                | 10             |                | [ 14 ] [ 注 2 ] |                                                                      |
| 1998年（平成10年） |                | 10             |                | [ 14 ] [ 注 2 ] |                                                                      |
| 1999年（平成11年） |                | 10             |                | [ 14 ] [ 注 2 ] |                                                                      |
| 2015年（平成27年） |                |                | 「10名以下」   | [ JR北 3 ]      |                                                                      |
| 2017年（平成29年） |                |                | 1.4)           | [ 16 ]          |                                                                      |
| 2018年（平成30年） |                |                | 0.8            | [ 17 ]          |                                                                      |
| 2019年（令和元年） |                |                | 「1名以下」    | [ JR北 4 ]      |                                                                      |
| 2020年（令和2年）  |                |                | 「3名以下」    | [ JR北 5 ]      |                                                                      |

## 駅周辺
駅前には民家が並んでいる。
- 北海道道43号大沼公園鹿部線
- 東大沼温泉
- ホテルユートピア大沼
- 大沼高原教会[13]
- 東大沼多目的グラウンド「トルナーレ」
- 函館バス「駒見」停留所 - 道道43号線沿い。

## 大沼電鉄（新銚子口駅）
新銚子口駅（しんちょうしぐちえき）は、かつて北海道（渡島支庁）亀田郡七飯村東大沼にあった大沼電鉄の駅（廃駅）である。戦後に開業した当駅は、国鉄銚子口駅の駅前に位置していた。

### 歴史
- 1948年（昭和23年）1月16日：大沼電鉄 当駅 - 鹿部温泉駅間開通に伴い、開設[6]（1945年に廃止された路線の復活）。
- 1952年（昭和27年）12月25日：大沼電鉄線全線廃止に伴い、廃駅[6]。

### 駅跡
当駅は、1999年（平成11年）時点ではJR銚子口駅前の空地となっていた。2010年（平成22年）時点でも同様であった。駅附近の鹿部方への線路跡は、1999年（平成11年）時点では沼尻川を渡る地点までが住宅地に続く舗装道路となっていた。2010年（平成22年）時点でも同様であった。また1945年（昭和20年）廃止の線路跡と復活後の線路跡の合流地点附近の沼尻川に築堤と橋台が残存していた。

## 隣の駅
北海道旅客鉄道（JR北海道）
■函館本線（砂原支線）
大沼駅 (H68) - *池田園駅 (N71) - *流山温泉駅 (N70) - （銚子口信号場） - *（新本別信号場） - 鹿部駅 (N68)
*打消線は廃駅および廃止信号場

### かつて存在した路線
大沼電鉄
大沼電鉄線（戦後）
新銚子口駅 - 大沼温泉駅